# Chiesa di Sant'Abbondio (Cremona)
La chiesa di Sant'Abbondio è un luogo di culto cattolico di Cremona, situato in piazza Sant'Abbondio. La chiesa, a navata unica coperta da volte a crociera, risale al XVI secolo e mostra intatto il ciclo pittorico tardo manierista con la quale fu rivestita. Il complesso comprende anche il chiostro rinascimentale, il santuario della Vergine Lauretana e il campanile.

## Storia
La chiesa con il convento omonimo sono già documentati nel X secolo, quando vi si insediarono i monaci benedettini per volere dell'arcivescovo Olderico. Nel corso del Duecento ai benedettini succedettero gli Umiliati, e poi, con la soppressione di quest'ordine religioso per volere dell'arcivescovo Carlo Borromeo, nel 1577 arrivarono i Teatini. Durante la permanenza degli umiliati, l'edificio romanico venne ampliato e fu eretto nel 1511 il chiostro, ad opera dell'architetto locale Bernardino Bocoli detto "De Lera" da "del Hera". Quest'ultimo, utilizzando il tradizionale cotto lombardo, mostra di avere però assimilato le nuove forme rinascimentali portate dal Bramante a Milano. L'edificio attuale è frutto della ristrutturazione ordinata dall'arcivescovo Borromeo nel 1575. La chiesa presenta una navata unica terminante con un presbiterio rettangolare. La navata è suddivisa in quattro campate, con altrettante cappelle laterali per lato, introdotte da serliane. La sobria facciata è dovuta all'architetto Francesco Dattaro.
Con la ristrutturazione fu commissionata la decorazione pittorica che riveste l'edificio, realizzata sul finire del Cinquecento dal pittore bolognese Orazio Samacchini e dai cremonesi Giulio Campi e Giovanni Battista Trotti detto il Malosso. Qui gli artisti si esibiscono in una fitta decorazione, caratterizzata da un vivace cromatismo, figure dalla forte plasticità che discendono dal michelangiolismo del Tibaldi, e arditi scorci illusionistici che precorrono l'avvento del barocco. Una virtuosistica visione di sotto in su, è l'artificio prospettico con cui fu realizzata nell'abside l'Assunzione della Vergine da Giulio Campi, che morì prima di poterla compiere e fu terminata dal Malosso. Dello stesso Campi è la pala dell'altare maggiore con la Madonna col Bambino e i santi Nazario e Celso, raffigurati con sfarzosi costumi del XVI secolo.
Le quattro campate della navata sono affrescate con sfondati prospettici, con, al centro, le Virtù teologali, le Virtù cardinali, la Vergine annunciata e L'angelo annunciante. Questi sono circondati da un'esuberante decorazione a motivi manieristi, con cariatidi, tendaggi, festoni di frutta, putti e figure di Profeti illusionisticamente seduti sulle balaustre nelle vele, affine a quanto stavano realizzando negli stessi anni i Campi nella chiesa di San Sigismondo.
Il santuario Lauretano fu eretto per volontà del Conte Giovanni Pietro Ala nel 1624, nel corso di un solo anno, quale copia della Santa Casa di Loreto. Al suo interno vi è una statua della Madonna Nera solennemente trasferita dalla Cattedrale nel 1625. Nel santuario è un altare settecentesco, di Giovanni Battista Zaist, con il gruppo statuario ligneo, della Sacra famiglia, opera di Giacomo Bertesi, e la Madonna in gloria, opera di Galeazzo Campi.